# Torre Annunziata
Torre Annunziata es un municipio italiano localizado en la ciudad metropolitana de Nápoles, región de Campania. Cuenta con 42.788 habitantes en 7,54 km². Contiene las frazioni (subdivisiones) de Cipriani, Rovigliano, Sannino y Terragneta. Limita con los municipios de Boscoreale, Boscotrecase, Castellammare di Stabia, Pompeya, Torre del Greco y Trecase.
Se encuentra al pie del Vesubio (en la zona roja) y tiene enfrente el golfo de Nápoles, precisamente en una pequeña ensenada (en el «Vientre de la Vaca») que desempeña un importante papel, ha hecho de Torre Annunziata el tercer puerto de la región de Campania. La ciudad fue destruida por la erupción del Vesubio del año 79 y en la de 1631.
La ciudad fue en el pasado sede de importantes industrias del hierro (Deriver, Dalmine) y también alimenticias. Actualmente las industrias aún en activo incluyen las navales, de armamento y farmacéuticas.
La zona arqueológica de Oplonti es un lugar Patrimonio de la Humanidad declarado por la Unesco desde 1997.

## Historia
Esta localidad se señalaba en la Tabula Peutingeriana con la simbología usada para los lugares termales, llamándosela Oplonti. Desde el siglo VIII a. C. habitaron este lugar colonos griegos y luego los etruscos. Hacia finales del siglo V a. C. comenzaron a dominar la Campania los samnitas, siendo conquistada por los romanos en el año 89 a. C. La erupción del Vesubio en el año 79 d. C. la destruyó toda, dando inicio a un período oscuro de más de un milenio durante el cual el deshabitado lugar fue llamado Silva Mala (Bosque Malo, en italiano), infestada de densa vegetación y guarida de ladrones.
En 1319 Carlos de Calabria donó con diploma emitido en Aversa esas tierras a sus leales Guglielmo di Nocera, Puccio Franconi di Napoli, Andrea Perrucci di Scafati, Matteo di Avitaya (Avitabile) que fundaron una iglesia dedicada a la Virgen Annunziata, un pequeño monasterio y un hospicio en el lugar llamado La Calcarola. Durante la dominación angevina, Raimondo Orsini del Balzo, conde de Nola hizo construir una primera torre de defensa y todo el barrio (municipio), uno de los 33 de Nápoles, tomó así el nombre de «Torre dell'Annunciata».
La erupción del Vesubio de 1631 destruyó otra vez casi completamente la zona, pero pronto se inició la reconstrucción, llamando principalmente a gente de la costa de Sorrento y de todas las partes de Italia. Carlos III le proporcionó impulso industrial al hacer construir en 1758 la Real Fábrica de Armas (que vio la luz gracias primero a Francesco Sabatini, de la escuela vanvitelliana y luego a Ferdinando Fuga), la Real Ferrería (1791), señalando así el inicio del siglo XIX, siglo de oro de la ciudad.
Fue llamada Gioacchinopoli entre 1810 y 1815, siendo rey de Nápoles Joaquín Murat. En 1844 bajo la restauración borbónica se prolongó la línea ferroviaria desde Portici hasta Torre Annunziata y luego hasta Calabria. Con el Reino de Italia, en 1871, se terminaron las labores del puerto. Se produjo un notable desarrollo comercial con importación de cereal y carbón, y la exportación mundial de pasta alimenticia. Se le añadieron al municipio de Torre Annunziata los barrios de Oncino y Grazie. La actividad industrial floreció hasta la Segunda Guerra Mundial, a pesar de la erupción del Vesubio en 1906 y de la Primera Guerra Mundial.
En 1928 se constituyó el municipio de Pompeya, y Torre Annunziata cedió las fracciones de La Civita di Valle y Pontenuovo; nuevos municipios se constituyeron en 1946, perdiendo territorio la hasta entonces «Grande Torre Annunziata».
A pesar de su posición sobre el golfo de Nápoles, sus playas de arena volcánica negra y la magníficamente conservada Villa Popea, Torre Annunziata es visitada rara vez por los turistas, por su reputación como centro de extorsión, asesinatos, narcotráfico y corrupción. De hecho, en 1984, Torre Annunziata fue escenario de un tiroteo masivo entre clanes de la Camorra local y en 1985, el clan Nuvoletta asesinó al periodista Giancarlo Siani. 

## Principales lugares de interés

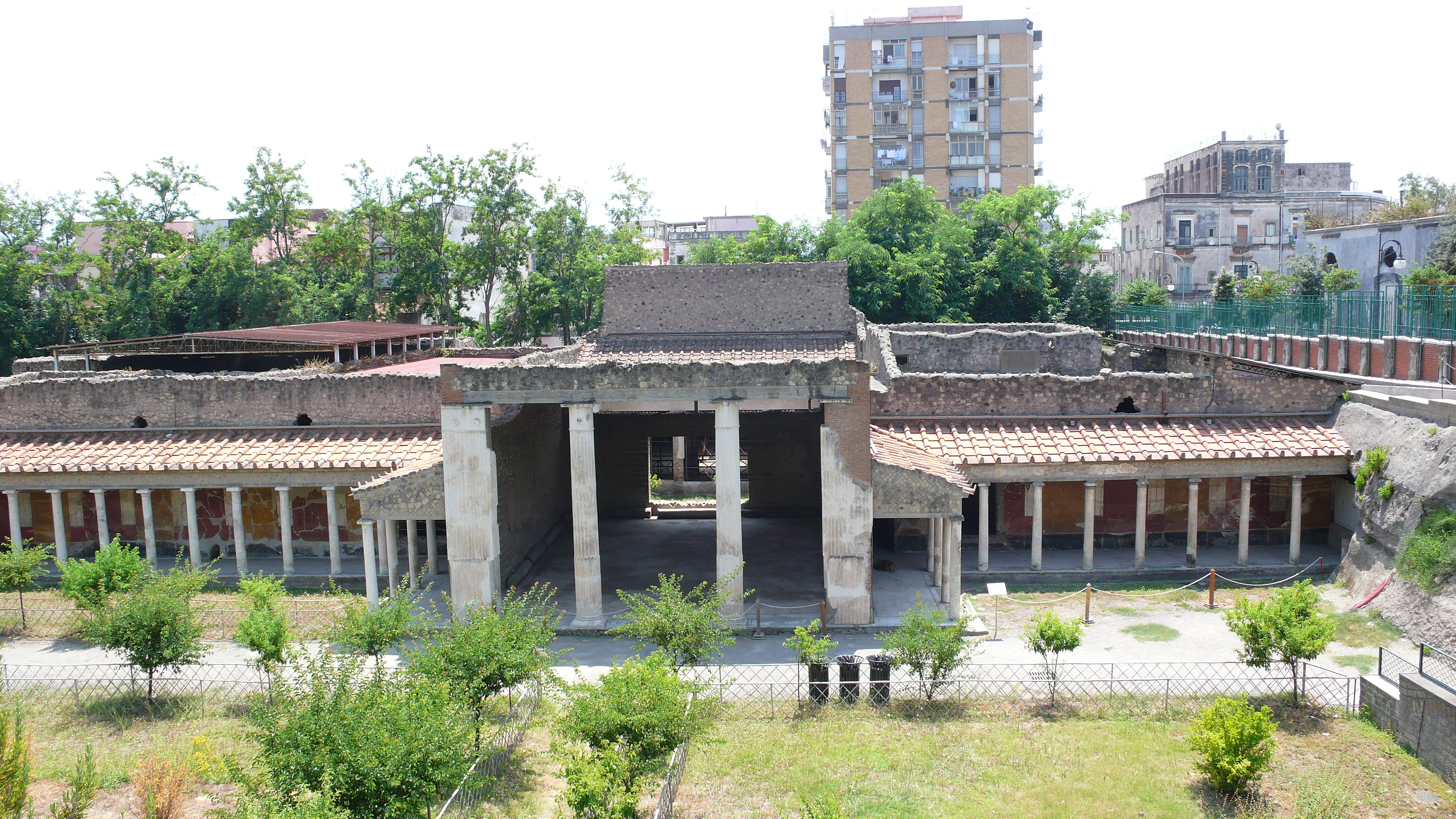
Zonas arqueológicas de Pompeya, Herculano y la Torre Annunziate

En el territorio municipal se ha excavado una de las más ricas villas romanas. Data del siglo I a. C. y probablemente perteneció a la gens Poppaea, y es conocida como Villa de Popea (Villa Popea). En particular se cree que tal villa perteneció a Popea Sabina, segunda esposa del emperador Nerón.
En años más recientes se ha excavado y sacado a la luz otra imponente construcción rústica de época romana, la Villa de Craso, entre cuyos muros se han encontrado objetos de joyería hábilmente forjados. La Unesco ha señalado al sitio arqueológico de Oplonti, situado en el municipio de Torre Annunziata, como Patrimonio de la Humanidad.

## Evolución demográfica
| Gráfica de evolución demográfica de Torre Annunziata entre 1861 y 2011 |
|                                                                        |
| Fuente ISTAT - elaboración gráfica de Wikipedia                        |

## Dialecto
Aunque es una ciudad comparativamente pequeña, esencialmente un suburbio de Nápoles, Torre Annunziata tiene su propio y exclusivo dialecto, una variación del napolitano, bastante distintivo, en particular en lo que se refiere a la pronunciación, que se conoce como torrese.

## Ciudades hermanadas
- La Ciotat -  Francia
- Emmendingen -  Alemania
- Benevento -  Italia